# Walter Lewin
Walter H. G. Lewin (29 de janeiro de 1936) é um físico neerlandês radicado nos Estados Unidos.
Foi professor do Instituto de Tecnologia de Massachusetts (MIT).
Em dezembro de 2014 o MIT revogou o título de Professor Emérito de Lewin após uma investigação do MIT determinar que Lewin violou a política da universidade ao assediar sexualmente uma estudante em um curso online do MITx que ele ministrou no outono de 2013.

## Publicações selecionadas
- Lewin, Walter H.G.; Jan van Paradijs, Ronald E. Taam (2004). «X-ray Bursts». Space Science Reviews. 62 (3-4): 223–389. Bibcode:1993SSRv...62..223L. doi:10.1007/BF00196124

- D. Pooley, W.H.G. Lewin, S.F. Anderson, H. Baumgardt, A.V. Filippenko, B.M. Gaensler, L. Homer, P. Hut, V.M. Kaspi, B. Margon, S. McMillan, S. Portegies Zwart, M. van der Klis, & F. Verbunt (2003). «Dynamical Formation of Close Binary Systems in Globular Clusters». Astrophysical Journal. 591 (2): L131–L134. Bibcode:2003ApJ...591L.131P. arXiv:astro-ph/0305003. doi:10.1086/377074

- J. Miller, A. Fabian, R. Wijnands, R. Remillard, P. Wojdowski, N. Schulz, T. Di Matteo, H. Marshall, C. Canizares, & W. Lewin (2002). «Resolving the Composite Fe K-alpha Emission Line in the Galactic Black Hole Cygnus X-1 with Chandra». Astrophysical Journal. 578: 348–356. Bibcode:2002ApJ...578..348M. arXiv:astro-ph/0202083. doi:10.1086/342466

- D. Pooley, W. Lewin, L. Homer, S. Anderson, B. Gaensler, B. Margon, F. Verbunt, J. Miller, D. Fox, V. Kaspi & M. v.d. Klis (2002). «Optical Identifications of Multiple Faint X-ray Sources in the Globular Cluster NGC~6752: Evidence for Numerous Cataclysmic Variables». Astrophysical Journal. 569. 405 páginas. Bibcode:2002ApJ...569..405P. arXiv:astro-ph/0110192. doi:10.1086/339210

- C. Kouveliotou, J. van Paradijs, G. J. Fishman, M. S. Briggs, J. Kommers, B. A. Harmon, C. A. Meegan, W. H. G. Lewin (1996). «Discovery of a New Type of Burster from the Galactic Center Region». Nature. 379 (6568). 799 páginas. Bibcode:1996Natur.379..799K. doi:10.1038/379799a0

- M. v.d. Klis, J. Swank, W. Zhang, K. Jahoda, E. Morgan, W. Lewin, B. Vaughan, & J. van Paradijs (1996). «Discovery of Sub millisecond Quasi-periodic Oscillations in the X-ray Flux of Scorpius X-1». Astrophysical Journal. 469: L1. Bibcode:1996ApJ...469L...1V. arXiv:astro-ph/9607047. doi:10.1086/310251

- W.H.G. Lewin, G.W. Clark and W.B. Smith (1968). «Observation of an X-Ray Flare from Sco X-1». Astrophysical Journal (Letters). 152: L55. Bibcode:1968ApJ...152L..55L. doi:10.1086/180177

## Livros selecionados
- Lewin, Walter; Goldstein, Warren, For the Love of Physics: From the End of the Rainbow to the Edge of Time - A Journey Through the Wonders of Physics, Simon and Schuster, 2011. ISBN 9781439108277
- Lewin, Walter; van der Klis, Michiel (editors), Compact stellar X-ray sources, Cambridge ; New York : Cambridge University Press, 2006. ISBN 9780521826594
- Lewin, Walter H.G.; van Paradijs, Jan; van den Heuvel, Edward P.J., (editors),  X-ray binaries, Cambridge ; New York : Cambridge University Press, 1995. ISBN 0521416841
- Truemper, J.; Lewin, W.H.G.; Brinkmann, W., (editors), The evolution of galactic X-ray binaries, Dordrecht, Holland ; Boston : D. Reidel Pub. Co.; Hingham, MA : Sold and distributed in the U.S.A. and Canada by Kluwer Academic Publishers, 1986. ISBN 902772184X